# Connection (forening)
Connection e. V. er en tysk forening med base i Offenbach am Main, der støtter  desertører. Medlemmerne er tæt på fredsbevægelsen og arbejder på frivillig basis.
Foreningen støttede oprindeligt flere tusinde desertører i at søge asyl under Krigene i Jugoslavien mellem 1991 og 2001. Under Irakkrigen blev amerikanske soldater, der flygtede på grund af deres overførsel til Irak, støttet. Der er også kontakter med grupper i Israel , Tyrkiet , Eritrea , USA , Algeriet , Latinamerika og Afrika .
Connection kræver, at samvittighedsnægtelse i krigszoner anerkendes som en grund til asyl. 2022, under Ukraine-krigen, hjælper foreningen desertører og militærnægtere i Rusland, Hviderusland og Ukraine.

## Udmærkelser
- 1996 Aachener Friedenspreis
- 2001 Friedrich Siegmund-Schultze-Förderpreis für der Evangelischen Arbeitsgemeinschaft für Kriegsdienstverweigerung und Frieden
- 2009 Förderpreis der Martin-Niemöller-Stiftung